# Zorava
Zorava (łac. Diocesis Zoravenus) – stolica historycznej diecezji w Cesarstwie rzymskim w prowincji Arabia. Współczesne miasto Izra w południowej Syrii. Obecnie katolickie biskupstwo tytularne. 

## Biskupi tytularni
| Lp. | Biskup               | Funkcja                                   | Od             | Do               |
| --- | -------------------- | ----------------------------------------- | -------------- | ---------------- |
| 1   | Pieter Jan Willekens | wikariusz apostolski Dżakarty (Indonezja) | 23 lipca 1934  | 27 stycznia 1971 |
| 2   | Charles Georges Mrad | biskup kurialny patriarchatu Antiochii    | 19 lutego 2018 |                  |